# Filip Bobek
Filip Andrzej Bobek (ur. 9 października 1980 w Gdańsku) – polski aktor.

## Życiorys
Urodził się i dorastał w Gdańsku. Jego ojciec był mechanikiem samochodowym, a matka (Sabina) zajmowała się domem. Ma starszą siostrę, Magdalenę. Uczęszczał do Szkoły Podstawowej nr 66 w Gdańsku i brał udział w zajęciach teatralnych w tamtejszym Pałacu Młodzieży. W 2000 ukończył gdańskie Liceum Ogólnokształcące nr XIX im. Mariana Mokwy. W 2005 otrzymał dyplom ukończenia Wydziału Aktorskiego warszawskiej Akademii Teatralnej.
Był statystą w Hamlecie u boku Mirosława Baki na deskach Teatru Wybrzeże, gdzie w 1999 zadebiutował w sztuce Andrzeja Bursy Zabicie ciotki. W latach 2007–2008 występował gościnnie w Teatrze Polskim w Poznaniu. Przed rozpoczęciem kariery telewizyjnej brał udział w filmikach z doświadczeniami chemicznymi, które dołączane były z płytą do podręczników gimnazjalnych. Wystąpił także w spotach reklamowych wafelków Prince Polo. Na małym ekranie debiutował epizodyczną rolą w serialu TVN Kryminalni.
Ogólnopolską rozpoznawalność zapewniła mu rola Marka Dobrzańskiego w serialu TVN BrzydUla (2008–2009, 2020–2022), za którą otrzymał Telekamerę 2010 dla ulubionego aktora. W 2008 magazyn „Film” umieścił go na drugim miejscu w rankingu polskich aktorek i aktorów serialowych. W kolejnych latach wcielił się w główne role męskie w serialach TVN-u: Prosto w serce (2010–2011) i Singielka (2015–2016). W 2011 zagrał w dwóch filmach kinowych docenionych przez krytyków: 80 milionów i Sala samobójców. Rok później dołączył do obsady serialu Polsatu Hotel 52 w roli konsjerża Tomasza Rosieckiego, w którym grał do zakończenia jego produkcji w 2013, a także zagrał w piątym sezonie serialu TVP2 Czas honoru, wcielając się w rolę aktora Gustawa. Następnie grał w polsatowskich serialach: Przyjaciółki (2014–2015) i W rytmie serca (2018–2020). Od 2018 występuje w roli anestezjologa Marcina Molendy w serialu TVP2 Na dobre i na złe.
Jest uznawany za jednego z najprzystojniejszych i najlepiej ubranych polskich aktorów. W 2010 wygrał w głosowaniu czytelników magazynu „Viva!” na najpiękniejszego Polaka. Został również laureatem nagrody Oskary Fashion dla najlepiej ubranego aktora (2011), a także był jednym z laureatów plebiscytu „Najlepiej ubrani” czasopisma „Elle” (2013). Znalazł się wśród najlepiej ubranych Polaków w rankingach sporządzonych przez czasopisma „Playboy Polska” (2013) i „Elle Men” (2018), a także został wytypowany jednym z najlepiej ubranych Polaków w badaniu z 2013 przeprowadzonym przez agencję badawczą SW Research.
W 2012 nagrał cover utworu „C’est la vie – Paryż z pocztówki” z repertuaru Andrzeja Zauchy w ramach akcji charytatywnej „Kalendarz Dżentelmeni 2013”. W 2024 wziął udział w 15. edycji programu rozrywkowego Polsatu Dancing with the Stars. Taniec z gwiazdami.

## Teatr
| Tytuł                           | Autor                          | Reżyser               | Rola               | Teatr                           | Premiera   | Źródło |
| ------------------------------- | ------------------------------ | --------------------- | ------------------ | ------------------------------- | ---------- | ------ |
| Zabicie ciotki                  | Andrzej Bursa                  | Wiesław Górski        |                    | Teatr Wybrzeże                  | 1999-04-22 | [ 20 ] |
| Ślub                            | Witold Gombrowicz              | Waldemar Śmigasiewicz | pijak V            | Akademia Teatralna              | 2004-09-27 | [ 20 ] |
| Przerwana pieśń                 | Maksym Gorki                   | Wiesław Komasa        | aktor              | Akademia Teatralna              | 2004-11-27 | [ 20 ] |
| Generacja (spektakl dyplomowy)  | polska dramaturgia współczesna | Piotr Łazarkiewicz    |                    | Akademia Teatralna              | 2005-01-28 | [ 20 ] |
| Wesele. Reaktywacja             |                                | Piotr Łazarkiewicz    |                    | Teatr Polskiego Radia           | 2005-10-03 | [ 20 ] |
| Wyszedł z domu                  | Tadeusz Różewicz               | Marek Fiedor          | Beniamin           | Teatr Polski w Poznaniu         | 2007-03-30 | [ 20 ] |
| Mamma Medea                     | Tom Lanoye                     | Monika Dobrowlańska   | Telamon, służka    | Teatr Polski w Poznaniu         | 2007-10-13 | [ 20 ] |
| Ferdydurke                      | Witold Gombrowicz              | Artur Tyszkiewicz     | chłop/kuzyn Zygmuś | Teatr Polski w Poznaniu         | 2007-12-30 | [ 20 ] |
| Bobok                           | Fiodor Dostojewski             | Grigori Lifanov       | Portret            | Teatr Polski w Poznaniu         | 2008-02-09 | [ 20 ] |
| Sceny z „Buntu żaków”           | Tadeusz Szeligowski            | Adam Biernacki        | współpraca         | Teatr Wielki w Warszawie        | 2008-03-29 | [ 20 ] |
| Gdy rozum śpi, budzą się demony | Antonio Buero Vallejo          | Marek Fiedor          | sierżant           | Teatr Polski w Poznaniu         | 2008-04-05 | [ 20 ] |
| Kochanie na kredyt              | Marcin Szczygielski            | Olaf Lubaszenko       | Dominik, komornik  | Impresariat Artystyczny Koncert | 2013-11-16 | [ 21 ] |
| Selfie.com.pl                   | Piotr Jasek                    | Maria Seweryn         | Paweł, syn Gerarda | Teatr MY                        | 2017-12-08 | [ 22 ] |
| Misja Lolka Skarpetczaka        | Tomasz Trojanowski             | Anna Wieczur          | tata               | Teatr Telewizji                 | 2022-06-01 | [ 23 ] |
| O mało co...                    | Derek Benfield                 | Jakub Wons            | Brian              | Adria Art                       | 2022-09-30 | [ 24 ] |
| Człowiek bez twarzy             | Andrzej Bartnikowski           | Andrzej Bartnikowski  | kelner             | Teatr Telewizji                 | 2024-05-19 | [ 25 ] |

## Filmografia

### Filmy fabularne
- 2005: Nasze miejsce (etiuda fabularna)[26]
- 2005: Obok (etiuda fabularna)[5]
- 2007: Trawa jest bardziej zielona w raju (film krótkometrażowy) – Adam[5]
- 2007: Ranczo Wilkowyje – doręczyciel poczty kwiatowej[5]
- 2010: Weekend – playboy, właściciel klubu[5]
- 2011: 80 milionów – Władysław Frasyniuk[5]
- 2011: Sala samobójców – Marcin, współpracownik Beaty Santorskiej[5]
- 2015: Wkręceni 2 – Leo Brant, producent muzyczny „Mikiego”[5]
- 2023: Łza (film krótkometrażowy)[27]
- 2023: Horror Story jako spóźniony rekruter[5]

### Seriale telewizyjne
- 2005: Kryminalni – Piotr Konopka (odc. 36)[5]
- 2005: Magda M. – Marcin Kołodziejczyk (odc. 15)[5]
- 2005 / od 2018: Na dobre i na złe – dwie role: Mateusz, pan młody (odc. 237) / anestezjolog Marcin Molenda[5]
- 2006: Daleko od noszy – pacjent (odc. 82)[5]
- 2006: Na Wspólnej – „Długi” (odc. 662)[5]
- 2006: Pensjonat pod Różą – Robert (odc. 107, 112)[5]
- 2006–2007: Kopciuszek – Maks[5]
- 2006: Egzamin z życia – dziennikarz TV muzycznej (odc. 55, 67)[5]
- 2006: Oficerowie – dźwiękowiec[5]
- 2008–2009, 2020–2022: BrzydUla – Marek Dobrzański[5]
- 2008–2009: Barwy szczęścia – dyrektor artystyczny agencji (odc. 98–232; 13 odcinków)[5]
- 2010–2011: Prosto w serce – Artur Sagowski[5]
- 2010 / 2012–2013: Hotel 52 – dwie role: doktor Hubert Dębski (odc. 18, 20, 26) / konsjerż Tomasz Rosiecki (odc. 68–91)[5]
- 2010: Klub szalonych dziewic – Dawid Rietman[5]
- 2012: Czas honoru – aktor Gustaw (odc. 54–56, 58–60, 64)[5]
- 2012 / 2017: Komisarz Alex – dwie role: Filip Miler (odc. 14) / Michał Przybysz, syn Aleksandra (odc. 123)[5]
- 2013: 2XL – Albert Bielewicz, mąż Oli[5]
- 2013: Ojciec Mateusz – Wojtek Dereń, policjant z „drogówki” (odc. 119)[5]
- 2014–2015: Przyjaciółki – Szymon[5]
- 2015–2016: Singielka – Mikołaj Suszyński, redaktor portalu „Co tam?”[5]
- 2016: Bodo – Aleksander Żabczyński (odc. 12)[5]
- 2018–2020: W rytmie serca – Piotr Nowacki, brat Weroniki[5]
- 2019: Ultraviolet – Jan (odc. 13)[5]

## Nagrody i nominacje
| Rok  | Nagroda                      | Kategoria                     | Rezultat   |
| ---- | ---------------------------- | ----------------------------- | ---------- |
| 2009 | Gwiazda Party                | Odkrycie roku                 | Wygrana    |
| 2010 | Telekamery 2010              | Aktor                         | Wygrana    |
| 2010 | Bravoora 2009                | Gwiazdor ekranu               | Wygrana    |
| 2010 | Viva! Najpiękniejsi 2010     | Najpiękniejszy Polak          | Wygrana    |
| 2011 | Oskary Fashion 2011          | Najlepiej ubrany polski aktor | Wygrana    |
| 2013 | Plebiscyt „Playboy Polska”   | Najlepiej ubrany Polak        | 7. miejsce |
| 2013 | Najlepiej ubrani „Elle” 2013 | –                             | Wygrana    |
| 2021 | Telekamery 2021              | Aktor                         | 2. miejsce |
| 2022 | Telekamery 2022              | Aktor 25-lecia                | Nominacja  |